# Auwers (månekrater)
Auwers er et lille nedslagskrater på Månen. Det ligger på Månens forside i bjergkæden Montes Haemus ved den sydlige udkant af Mare Serenitatis. Det er opkaldt efter den tyske astronom Arthur Auwers (1838-1915).
Navnet blev officielt tildelt af den Internationale Astronomiske Union (IAU) i 1935. 

## Omgivelser
Auwers ligger sydøst for Menelauskrateret. 

## Karakteristika
Den irregulære rand i Auwerskrateret har en åbning i den nord-nordvestlige kant, igennem hvilken lavastrømme har kunnet nå ind til kraterbunden og "oversvømme" den.

## Satellitkratere
De kratere, som kaldes satellitter, er små kratere beliggende i eller nær hovedkrateret. Deres dannelse er sædvanligvis sket uafhængigt af dette, men de får samme navn som hovedkrateret med tilføjelse af et stort bogstav. På kort over Månen er det en konvention at identificere dem ved at placere dette bogstav på den side af satellitkraterets midte, som ligger nærmest hovedkrateret. Auwerskrateret har følgende satellitkratere:
| Auwers | Længde  | Bredde  | Diameter |
| ------ | ------- | ------- | -------- |
| A      | 13.8° N | 18.3° E | 8 km     |

## Måneatlas
- Billeder af Auwerskrateret i LPI-måneatlasset